# Bistum Osasco

Das Bistum Osasco (lateinisch Dioecesis Osascanensis, portugiesisch Diocese de Osasco) ist eine in Brasilien gelegene römisch-katholische Diözese mit Sitz in Osasco im Bundesstaat São Paulo.

## Geschichte
Das Bistum Osasco wurde am 15. März 1989 durch Papst Johannes Paul II. mit der Apostolischen Konstitution Coram ipsimet Nos aus Gebietsabtretungen des Erzbistums São Paulo errichtet und diesem als Suffraganbistum unterstellt. Die 1930/1931 erbaute Pfarrkirche Santo Antônio wurde zur Bischofskirche.

## Bischöfe von Osasco
- Francisco Manuel Vieira, 1989–2002
- Ercílio Turco, 2002–2014
- João Bosco Barbosa de Sousa OFM, seit 2014